# Autobiografia di uno yogi
Il libro Autobiografia di uno Yogi (Autobiography of a Yogi, 1946, 1951) è l'autobiografia dello yogi e guru Paramahansa Yogananda, fondatore della Self-Realization Fellowship e principale attore dell'introduzione del Kriyā Yoga in Occidente.

## Panoramica
L'Autobiografia, best seller tradotto in circa 50 lingue, fu una delle prime opere a mettere in contatto il pubblico occidentale con la filosofia vedica.
Oltre a narrare la vita materiale e spirituale di Yogananda, il libro è ricordato per i molti passaggi dedicati all'interpretazione vedica di elementi della cultura ebraica e cristiana (per esempio il Giardino dell'Eden), sia da parte di Yogananda stesso che del suo maestro Sri Yukteswar. 
Vi si narra inoltre degli incontri fra Yogananda e numerosi personaggi celebri come Teresa Neumann, la santa Mâ Ananda Moyî, Mohandas Gandhi, Rabindranath Tagore, lo scienziato Luther Burbank (il libro è dedicato alla memoria di Luther Burbank, un botanico americano), e il Premio Nobel C. V. Raman.

### Capitoli
1. I miei genitori e la mia infanzia

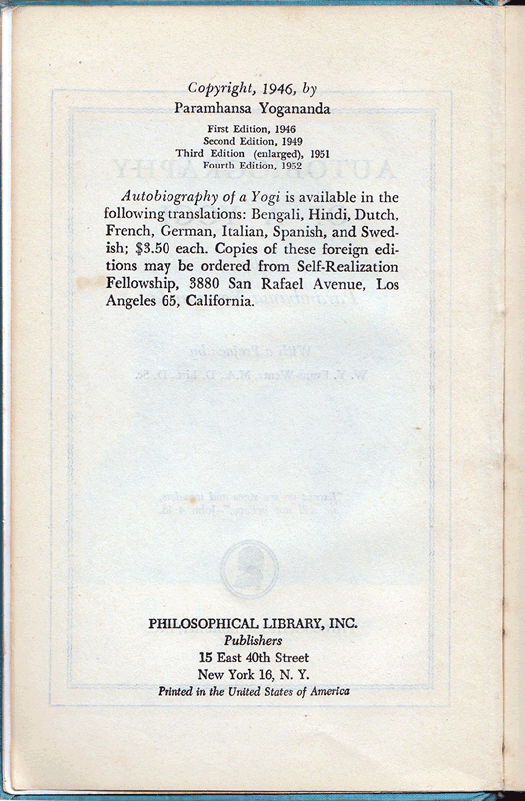
Pagina dell'edizione del 1952 con le informazioni di copyright del libro Autobiography of a Yogi, oggi di pubblico dominio.

2. La morte di mia madre e il mistico amuleto
3. Il santo con due corpi
4. La mia fuga interrotta verso l'Himalaya
5. Il Santo dei profumi mostra i suoi prodigi
6. Lo Swami delle tigri
7. Il santo che levitava
8. Il grande scienziato indiano J.C. Bose
9. Il devoto estatico e il suo idillio cosmico
10. Incontro il mio Maestro
11. Due ragazzi senza un soldo a Brindaban
12. Gli anni trascorsi nell'ashram del mio Maestro
13. Il santo che non dormiva mai
14. Un'esperienza di coscienza cosmica
15. Il furto del cavolfiore
16. Sconfiggere gli astri
17. Sasi e i tre zaffiri
18. Un maomettano che operava prodigi
19. Il mio Maestro, pur essendo a Calcutta, appare a Serampore
20. Non visitiamo il Kashmir
21. Visitiamo il Kashmir
22. Il cuore di un’immagine di pietra
23. Mi laureo
24. Divento monaco dell'Ordine degli swami
25. Mio fratello Ananta e mia sorella Nalini
26. La scienza del Kriya Yoga
27. Fondo una scuola ispirata allo yoga a Ranchi
28. Kashi, rinato e ritrovato
29. Rabindranath Tagore e io confrontiamo le nostre scuole
30. La legge dei miracoli
31. A colloquio con la Madre santa
32. Rama viene risuscitato dalla morte
33. Babaji, lo yogi cristico dell'India moderna
34. Un palazzo si materializza sull'Himalaya
35. La vita cristica di Lahiri Mahasaya
36. L'interesse di Babaji per l'Occidente
37. Vado in America
38. Luther Burbank: un santo fra le rose
39. Therese Neumann: la cattolica con le stigmate
40. Ritorno in India
41. Un idillio nel Sud dell'India
42. Gli ultimi giorni con il mio Guru
43. La resurrezione di Sri Yukteswar
44. Con il Mahatma Gandhi a Wardha
45. La Madre permeata di gioia del Bengala
46. La yogini che non mangia mai
47. Ritorno in Occidente
48. A Encinitas, in California
49. Gli anni dal 1940 al 1951 (aggiunto a partire dalla terza edizione)

## Fortuna

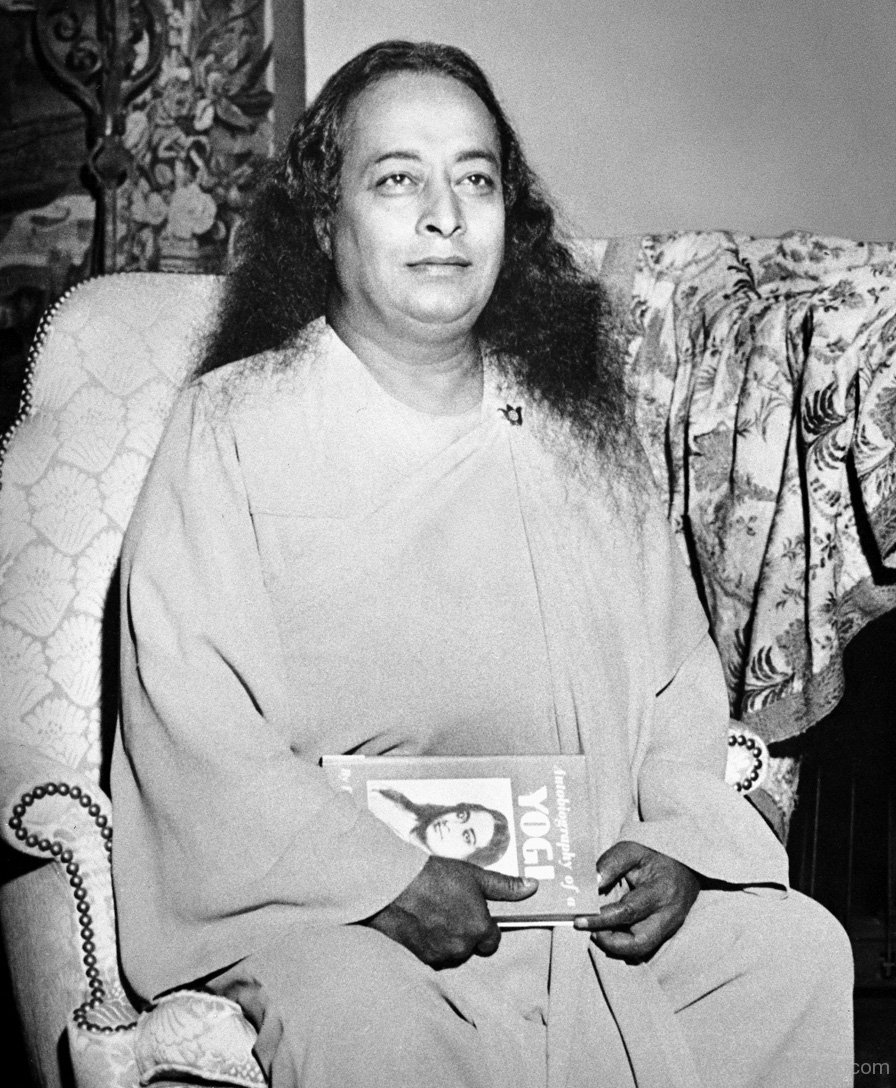
Un anziano Paramahansa Yogananda con una copia del suo libro.

In quanto racconto da parte di un testimone oculare delle vite e dei poteri straordinari dei moderni santi indù, questo libro riveste un'importanza al tempo stesso attuale ed eterna.»
(Walter Evans-Wentz, prefazione all'opera)
L'Autobiografia, designata come uno dei «100 libri spirituali più importanti del XX secolo» da un gruppo di teologi e luminari convocato dagli editori HarperCollins, fu un testo molto influente, tra l'altro, sulla cultura giovanile degli anni sessanta e settanta.
La musica pop e rock lo dimostrano: il guru di Yogananda, Sri Yukteswar, è uno dei personaggi che appaiono sulla copertina di uno degli album simbolo degli anni sessanta, Sgt. Pepper's Lonely Hearts Club Band dei Beatles. È il primo in alto a sinistra; e proprio ispirandosi all'Autobiografia gli Yes realizzarono una delle loro opere più ambiziose, il concept album Tales from Topographic Oceans.
L'edizione del 1946 di Autobiography of a Yogi in inglese è di pubblico dominio e può essere scaricata da Gutenberg.
L'edizione del 1951, definitiva e completa di tutti i materiali aggiunti da Paramahansa Yogananda dopo la prima del 1946, è stata tradotta in oltre 50 lingue, e in Italia è stata pubblicata nel 1951 dalla Casa Editrice Astrolabio.
Nel 2009 la Casa Editrice Astrolabio ha ristampato l'Autobiografia di uno Yogi con una nuova traduzione curata dalla Self-Realization Fellowship. 
Nel 2016, a 70 anni dalla prima copia del libro, è stata prodotta una nuova edizione, copia esatta della prima, dalla casa editrice Ananda Edizioni diretta dal discepolo Swami Kriyananda.

## Edizioni
- (EN) Autobiography of a Yogi, versione completa pubblicata dalla Self-Realization Fellowship fondata da Paramahansa Yogananda, disponibile in 29 lingue, ISBN 978-0-87612-083-5.
- Autobiografia di uno Yogi, traduzione italiana integrale, Roma, Astrolabio Ubaldini, edizioni pubblicate su licenza della Self-Realization Fellowship (1951-1962-1971-2009) ISBN 978-88-340-1571-1.

Edizioni originali
- (EN) Autobiography of a Yogi, 1ª ed., New York, The Philosophical Library, 1946.
- Autobiografia di uno Yogi, edizione originale del 1946, a cura di Sahaja Mascia Ellero, trad. it. di Elisabeth Ornaghi, Ananda Edizioni, 2010 ISBN 978-8888401195.